# Cercle de Néguéla
Le cercle de Néguéla est une circonscription administrative malienne instauré en 2023, il constitue le 8e cercle de la région de Koulikoro.

## Géographie
Le cercle compte 4 communes et s'étend au centre-ouest de la région de Koulikoro, sur 3 226 km2 soit 6,86 % de la superficie régionale.

## Administration
Instauré en 2023, le cercle compte 3 arrondissements, 4 communes et 63 VFQ : villages, fractions et quartiers. Le cercle est codé en 0208.
| Code   | Arrondissement                    |
| ------ | --------------------------------- |
| 020801 | Arrondissement central de Néguéla |
| 020802 | Arrondissement de Daban           |
| 020803 | Arrondissement de Faladié         |

| Code     | Commune   | Chef-lieu | VFQ | Superficie (km2) |
| -------- | --------- | --------- | --- | ---------------- |
| 02080101 | Bossofala | Néguéla   | 18  | 1453             |
| 02080102 | Diédougou | Torodo    | 17  | 349              |
| 02080201 | Daban     | Daban     | 10  | 682              |
| 02080301 | N'Tjiba   | Faladié   | 18  | 742              |